# Melongenidae
Melongenidae là họ ốc biển thuộc nhóm Neogastropoda.

## Khóa phân loại
Các chi Busycon và Busycotypus từng được xếp vào họ Melongenidae. Dựa trên các nghiên cứu của Kosyan & Kantor (2004), phân họ Busyconinae đã được chuyển thành họ Buccinidae.
Hiện nay, họ Melongenidae gồm hai phân họ:
- Phân họ Melongeninae Gill, 1871 (1854) - đồng nghĩa: Cassidulidae Gray, 1854 (inv.); Galeodidae Thiele, 1925 (inv.); Volemidae Winckworth, 1945; Heligmotomidae Adegoke, 1977
- Phân họ Echinofulgurinae Petuch, 1994

## Hình ảnh

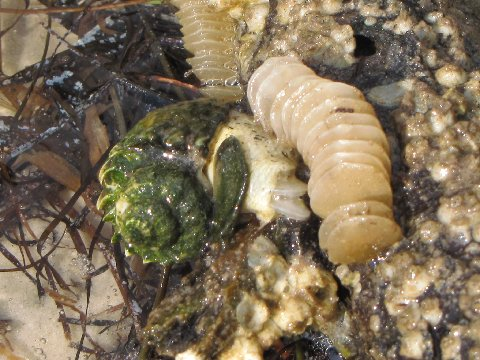
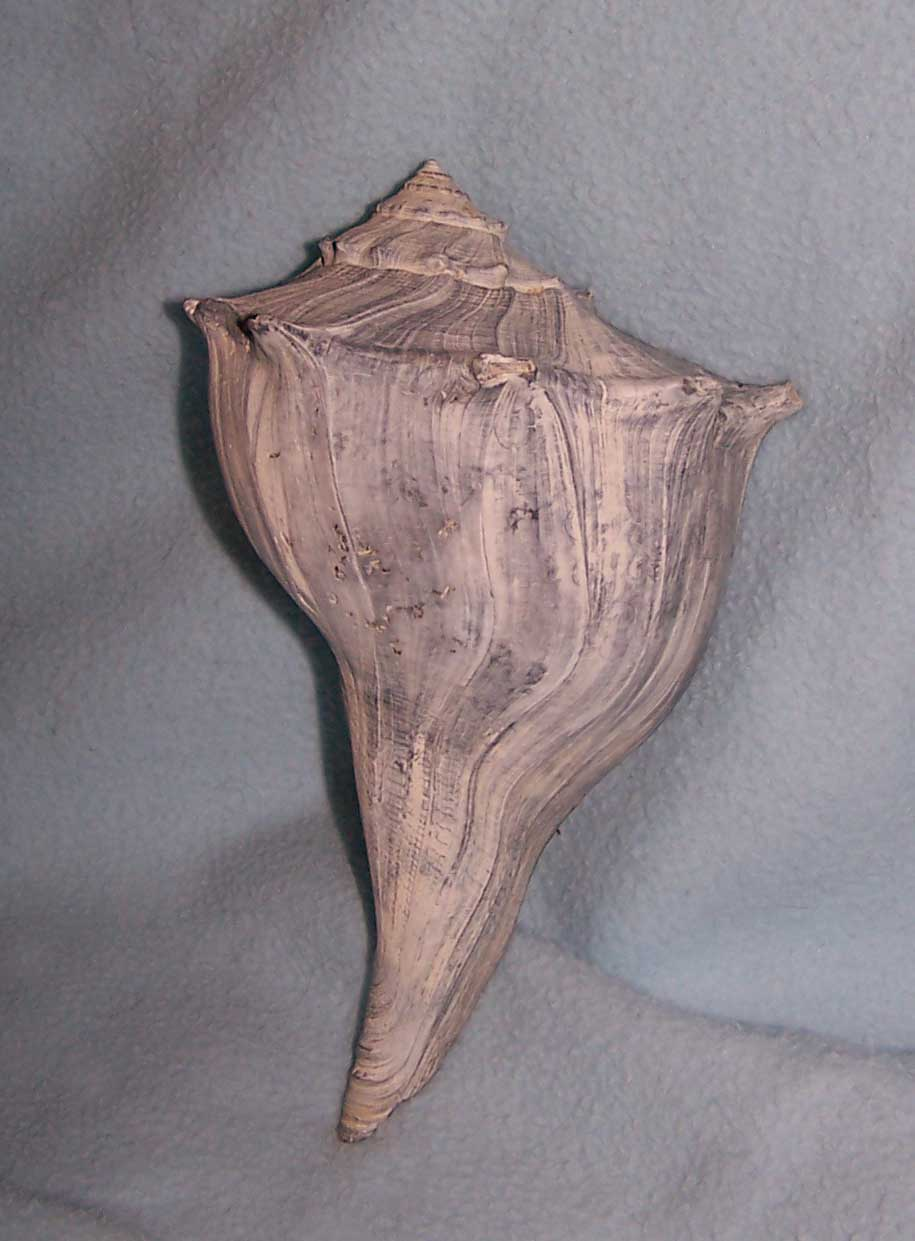

## Các chi
Các chi trong họ Melongenidae gồm:
- Melongena Schumacher, 1817
- Pugilina